# The Land Before Time (telessérie)
The Land Before Time é uma série de desenho animado americana, baseada na série de filmes Em Busca do Vale Encantado, criada por Judy Freudberg e Tony Geiss. Foi desenvolvida para a televisão por Ford Riley para a Cartoon Network e produzida pela Universal Animation Studios e Amblin Entertainment. Estreou primeiramente na YTV no Canadá em 5 de janeiro de 2007 e posteriormente estreou na Cartoon Network nos Estados Unidos em 5 de março de 2007.
A série foi animada tradicionalmente com fundos animados por computador, tal como os filmes anteriores que vieram de Em Busca do Vale Encantado X: A Grande Migração em diante têm usado, com cenas ocasionais dos personagens sendo animados em cel shading em cenários grandes. A série se passa após o filme Em Busca do Vale Encantado XIII: A União dos Amigos, tendo o retorno do personagem Dentuço (Chomper) agora como um personagem fixo e também a inclusão de uma nova personagem chamada Ruby. A série também conta com um antagonista fixo, o tiranossauro Garra Vermelha (Red Claw), e seus capangas deinonicos  Screech e Thud.
No Brasil, a série foi transmitida pelos canais fechados Boomerang e Cartoon Network. A série já chegou a ser adquirida pela Rede Record para transmissão em sinal aberto em 2010, porém nunca foi transmitida. Atualmente todos os episódios estão disponibilizados de graça em um canal oficial no Youtube.
Em Portugal, a série foi transmitida pelo canal em sinal aberto TVI.